# 天后 (香港)

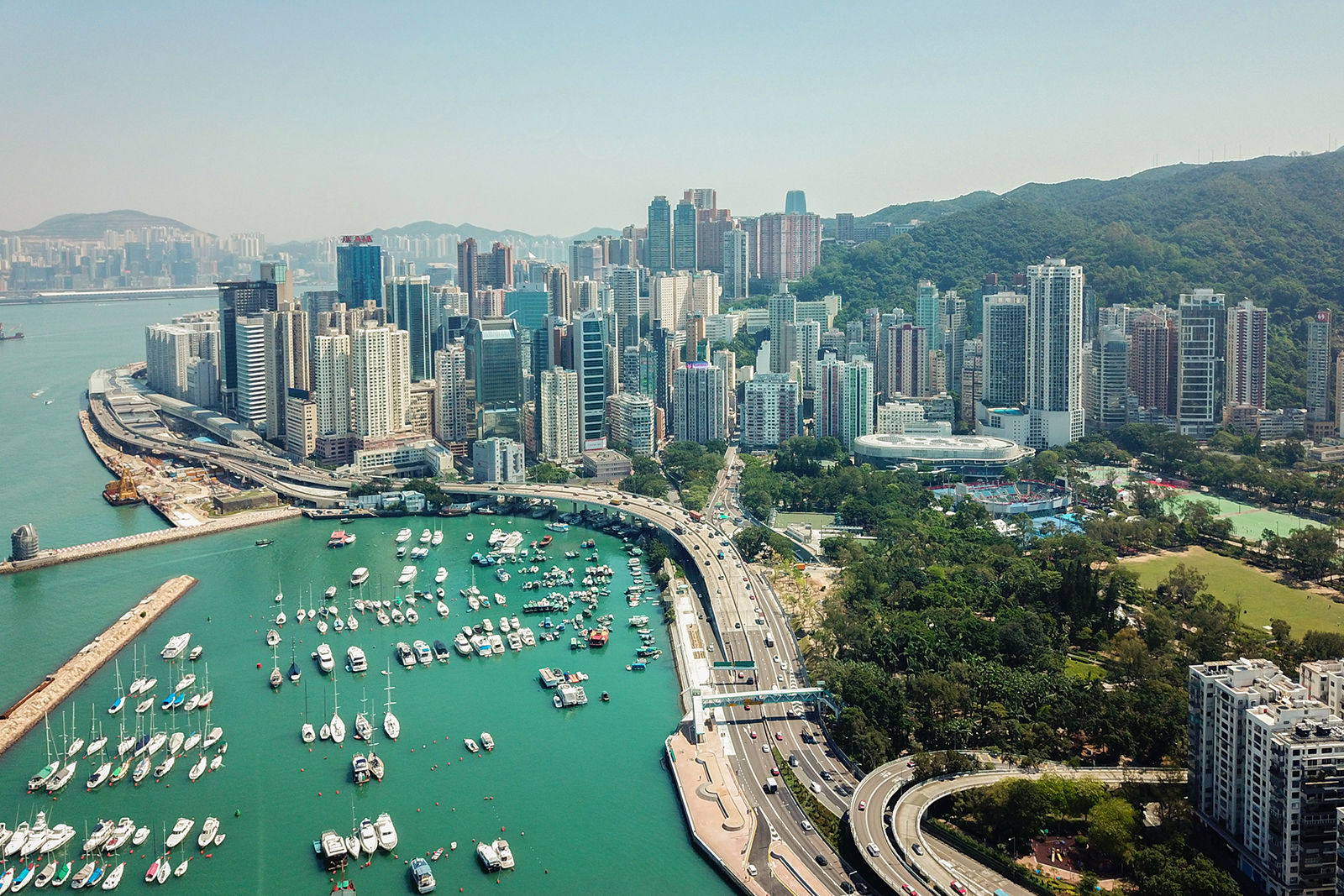
從銅鑼灣看天后

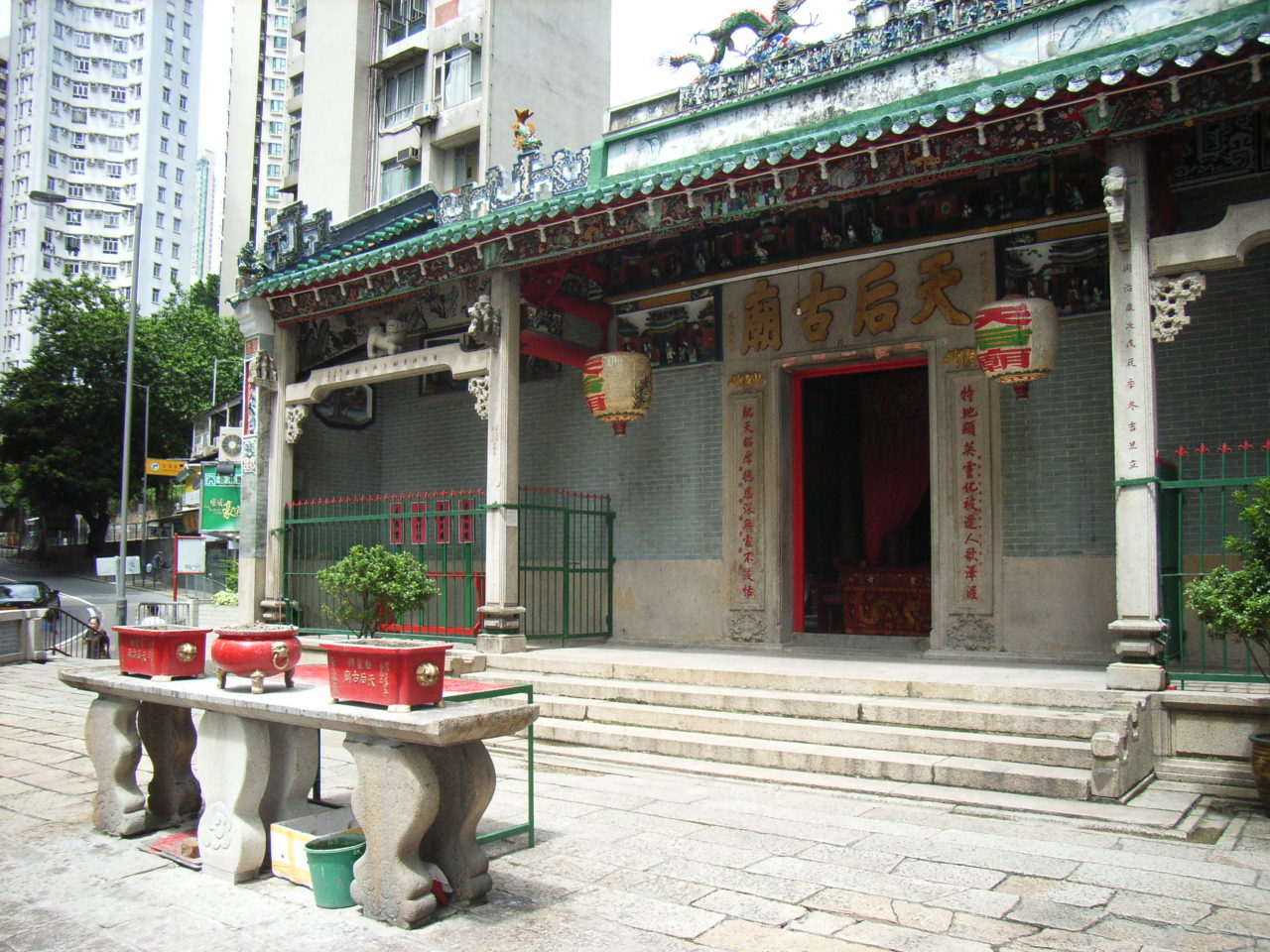
天后廟前的「紅香爐」源自從前的廟前沙灘，它由遠方漂流而來，村民認為是天后顯靈，奉為聖物，並稱廟後山峰為「紅香爐山」，廟前海港稱為「紅香爐港」，後人簡稱為「香港」。

天后（英語：Tin Hau）是因港鐵天后站而生的通俗分區，一般包括銅鑼灣東部近港鐵天后站一帶地方，不同市民對天后的定義亦不同。如果以港鐵站的距離劃分「銅鑼灣東角」和「銅鑼灣天后」，則銅鑼灣東角包括告士打道、堅拿道東、禮頓道交界的銅鑼灣娛樂購物區，而銅鑼灣天后則包括告士打道以東的銅鑼灣文娛住宅區，該處有維多利亞公園、香港中央圖書館、皇仁書院、庇理羅士女子中學及多數銅鑼灣的政府、組織機構。而港鐵天后站可以前往大坑、維多利亞公園及香港中央圖書館。

## 簡介
天后是一個因港鐵天后站而約定俗成的非正式地名，並不會出現在官方地圖上，情況與佐敦、太子相近，較接近的官方地名是銅鑼灣和大坑。天后的範圍在十八區行政上隸屬灣仔區，但2016年前則屬東區。1985年5月31日，香港地鐵港島綫通車，並於維多利亞公園東部設一車站，根據附近的銅鑼灣天后廟而命名為天后站。此後很多香港人以「天后」稱呼近銅鑼灣近天后地鐵站的一帶，但每個香港市民對天后的定義都不同，多數人口中的天后是指銅鑼灣的天后站一帶地方，個別人士把極少量的北角及大坑稱為天后。天后一詞不會出現於地址上，正式地址是銅鑼灣，相似的地區是灣仔的修頓，用來形容灣仔修頓球場一帶。而公營機構如巴士站，超市等則用上「銅鑼灣」或「銅鑼灣（天后）」來稱呼天后站附近一帶。雖然盡是銅鑼灣命名的建築，香港部份中小學生會誤以為此區是北角。

### 年紀和叫法
1945年香港人口50萬，1950年220萬，1980年510萬，當中不少由中國大陸來港，而1950至1980年由中國大陸來港的方法只有偷渡，而當年只要安全抵達市區（即沙田），翌日便可以到銅鑼灣領取身份證做香港人，現今銅鑼灣港鐵天后站的銅鑼灣裁判司署便是多數新香港人誕生的地方，老一輩不少人都此區有很深的回憶，很多成年人（1980年代以前出生）也有去銅鑼灣裁判司署的經歷。
基本上比較年長的人很少用一個沒有任何具體範圍的俗稱「天后」在正式文件上用作銅鑼灣東部，或北角西南方的地址。近年不少年輕人、中、小學生受港鐵車站影響，開始用港鐵站名來稱正式地址，如以彩虹為地址去命名彩虹站一帶的地方，雖然只是很少量的人，但這會做成一定郵政上的混亂。

## 歷史

### 天后廟歷史

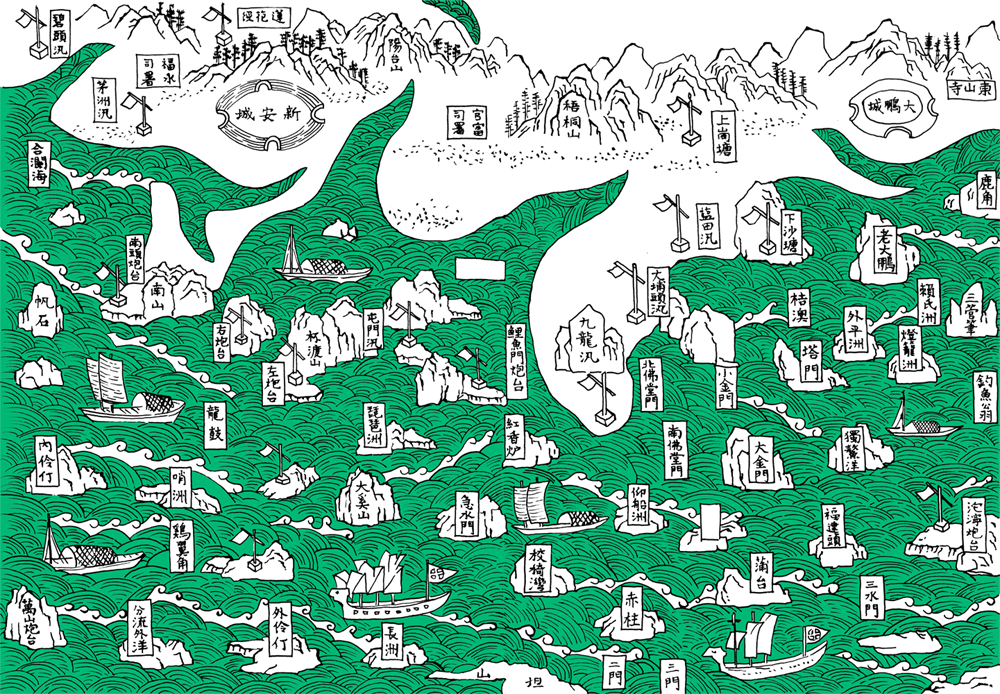
1819年《新安縣志》的香港海防圖，圖正中島嶼名紅香爐，泛指整個香港島

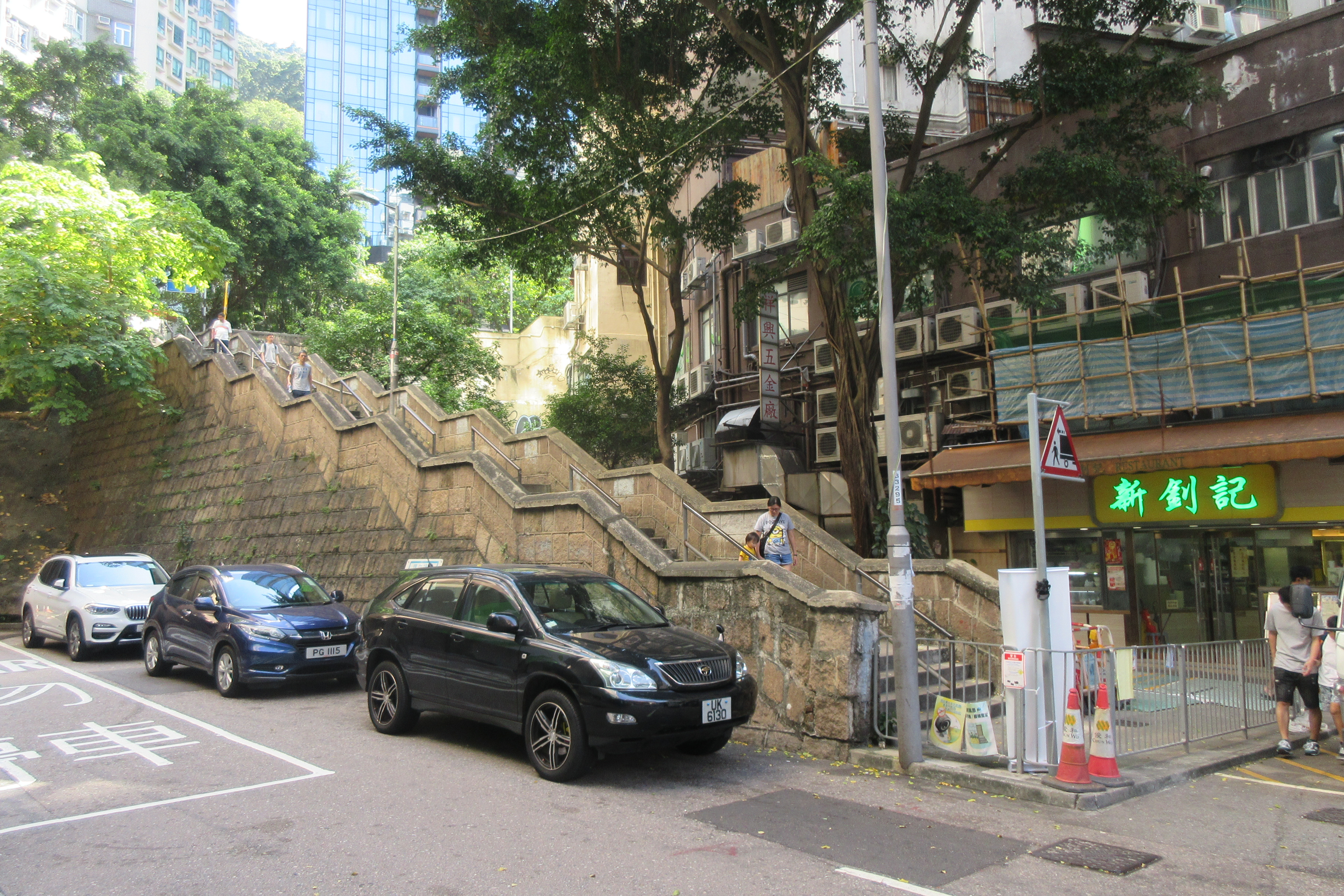
天后留仙街石梯下接英皇道，上連天后廟道

天后屬銅鑼灣的一部份，是銅鑼灣的東岸。因為銅鑼灣東部是過去才是銅鑼灣的中心，多數以銅鑼灣命名的建築都留在東部，如銅鑼灣街市、銅鑼灣消防局和銅鑼灣社區中心以及已拆卸的銅鑼灣警署及銅鑼灣裁判司署。直到1985年地鐵天后站落成，不少年輕市民以天后稱為該處。而「銅鑼灣消防局」和大坑的「銅鑼灣道」的英文名字為 Tung Lo Wan Fire Station 和 Tung Lo Wan Road，不是用 Causeway Bay。到後來銅鑼灣更「西移」至現在怡和街和崇光百貨人流暢旺的地方。
香港地鐵是根據該區附近的天后古廟而命名天后站，如同廟旁街道命名為天后廟道，該座天后廟建於1747年。天后又稱媽祖，為中國閩南沿海地區人民普遍信仰的海神。相傳當時，該區住了一個來自廣東淡水客家的戴氏家族，以捕魚和割草為生。戴氏族人在岸邊拾得一個紅香爐，認為是天后的信物，便將其撈起立祠供奉。後來上香的漁民不斷增多，所以於拾得香爐之處興建一座天后廟，一直保存至今。因為這個紅香爐，天后古時亦稱為紅香爐，記載於清初陳倫烱《s:海國聞見錄/天下沿海形勢錄》。

### 銅鑼灣東部的發展
近年銅鑼灣東部因為較西部寧靜，而建有一系列社區設施，往返銅鑼灣西面只需步行10分鐘，發展商建了不少酒店，都是以銅鑼灣命名，如香港銅鑼灣海景酒店，銅鑼灣皇悅酒店，銅鑼灣維景酒店等．此區是香港最早開發的地區之一，由於建住宅的地理位置優越，早在20年前已經過度開發了，拆卸樓宇有了高度限制，而成本過高，近20年建成的高樓大廈只有海景軒，其餘都是酒店。

## 附近建築物或地點

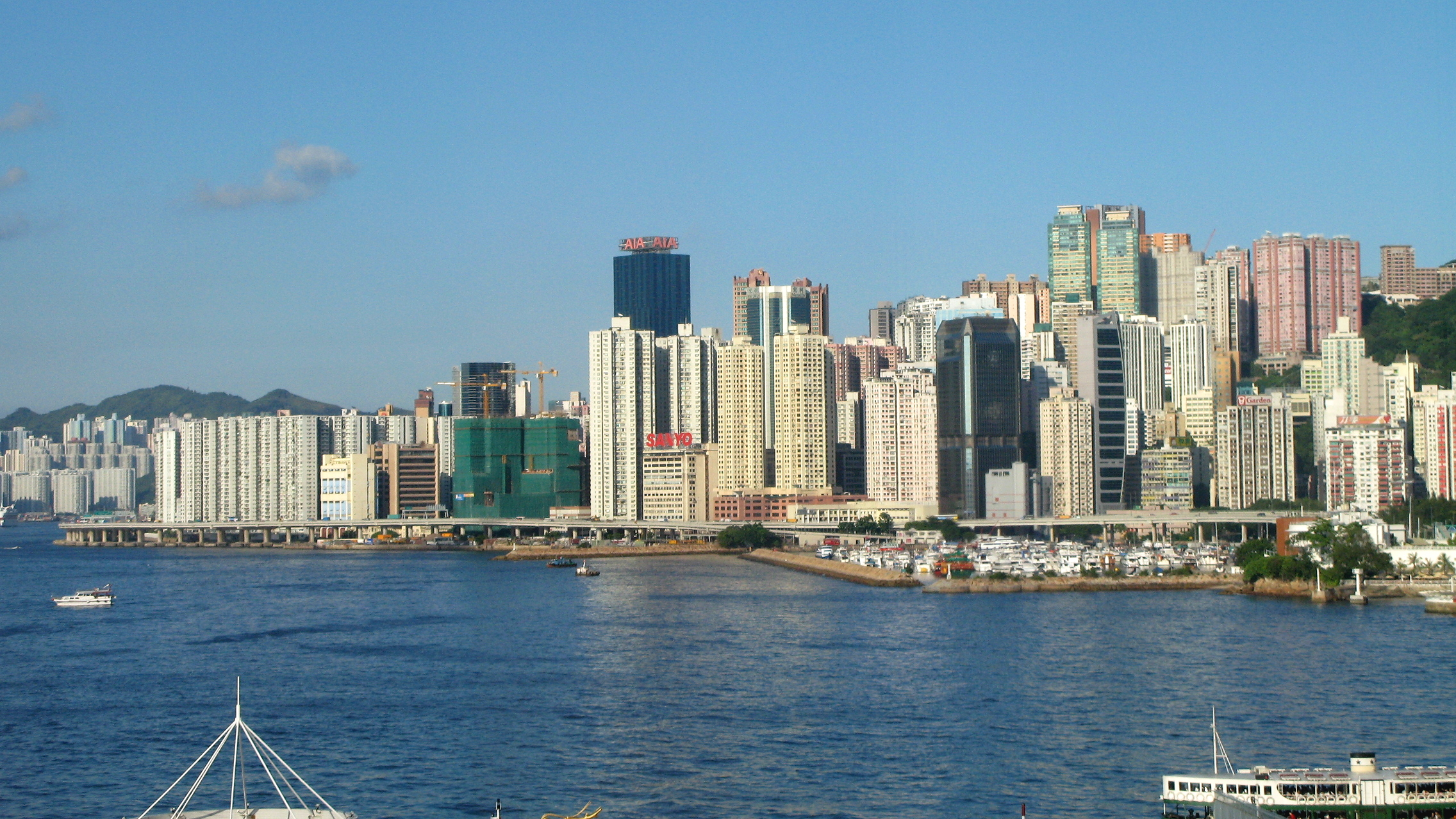
天后一帶高樓大廈林立（2007年）

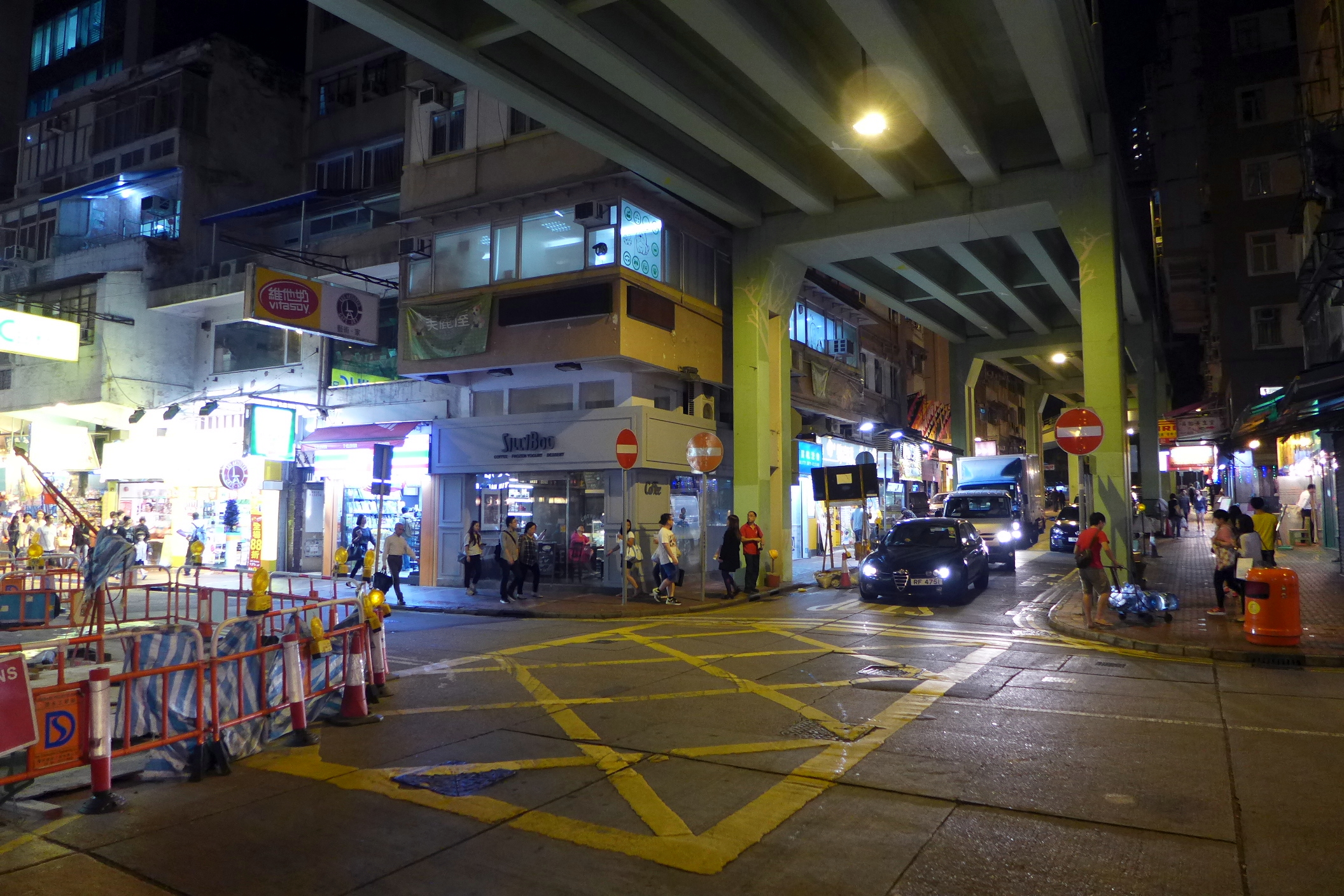
清風街有不少中檔餐廳及甜品店

- 柏景臺
- 維景花園
- 維多利大廈
- 香港鐵路天后站
- 維多利亞公園
- 銅鑼灣維多利亞幼稚園
- 柏傲山
- 傲龍軒
- 皇仁書院
- 銅鑼灣運動場
- 香港中央圖書館
- 香港銅鑼灣海景酒店
- 香港銅鑼灣維景酒店
- 銅鑼灣街市
- 銅鑼灣天后廟
- 銅鑼灣街坊福利會大廈

## 已拆卸的建築
- 銅鑼灣裁判署
- 百樂戲院

## 交通

### 主要交通幹道

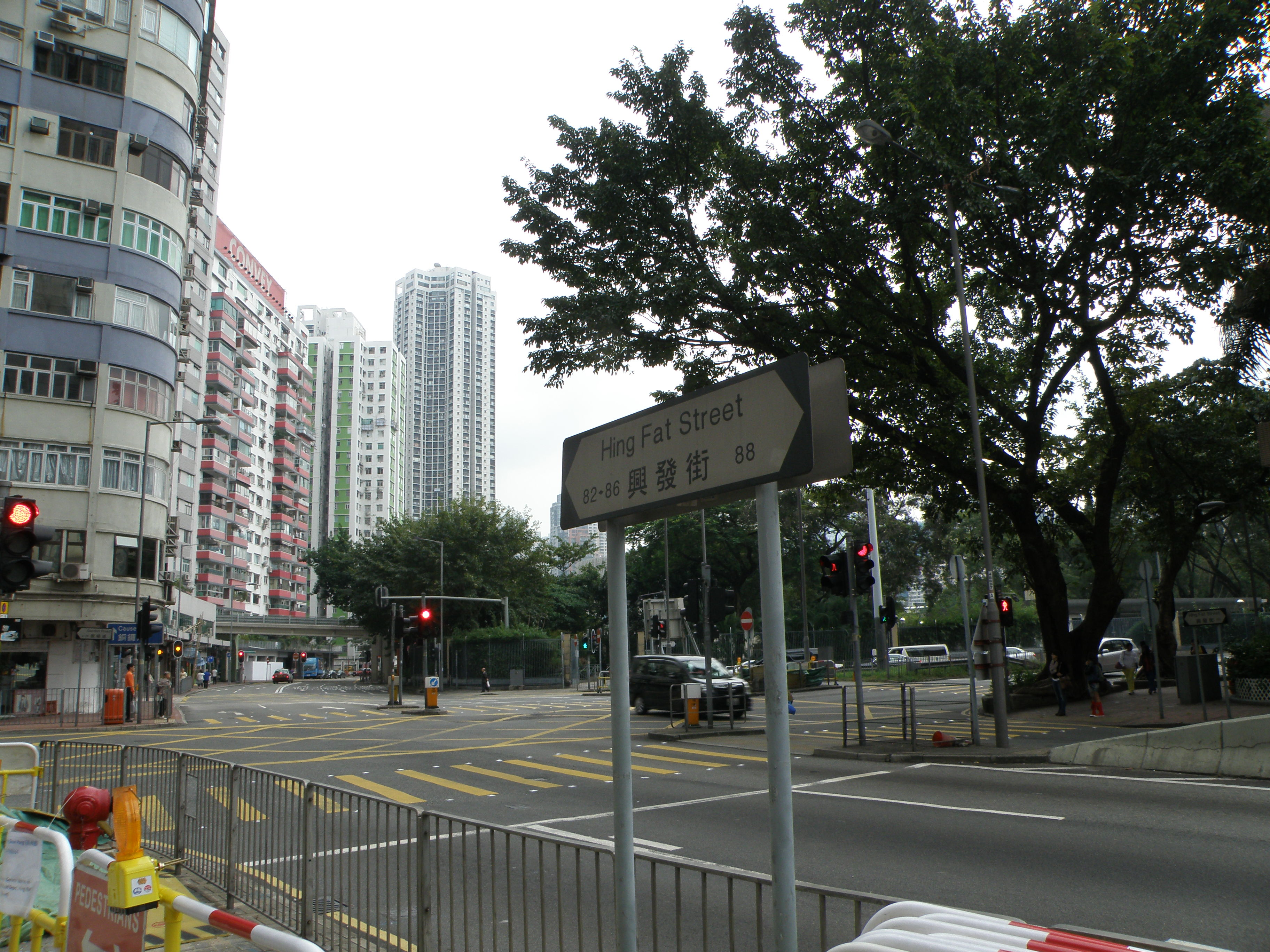
興發街

- 高士威道
- 中環灣仔繞道
- 銅鑼灣道
- 東區走廊
- 英皇道
- 天后廟道
- 興發街

## 區議會議席分佈
由於炮台山及天后十分接近，為方便比較，以下列表以興發街、銅鑼灣道以東至長康街以西為範圍。
| 年度/範圍                              | 2000-2003              | 2004-2007              | 2008-2011              | 2012-2015              | 2016-2019              | 2020-2023              |
| -------------------------------------- | ---------------------- | ---------------------- | ---------------------- | ---------------------- | ---------------------- | ---------------------- |
| 興發街銅鑼灣道以東，英皇道、長康街以西 | 維園選區及城市花園選區 | 維園選區及城市花園選區 | 維園選區及城市花園選區 | 維園選區及城市花園選區 | 維園選區及城市花園選區 | 維園選區及城市花園選區 |
| 銅鑼灣道以東、英皇道、長康街以西       | 天后選區及炮台山選區   | 天后選區及炮台山選區   | 天后選區及炮台山選區   | 天后選區及炮台山選區   | 天后選區及炮台山選區   | 天后選區及炮台山選區   |

註：以上主要範圍尚有其他細微調整（包括編號），請參閱有關區議會選舉選區分界地圖及條目。而維園選區及天后選區自2016年起劃入灣仔區。

## 參看
- 東區
- 灣仔區
- 銅鑼灣
- 大坑
- 炮台山
- 北角

## 註腳
1. ↑  .   [2017-07-29]. （原始内容存档于2021-02-19）.
2. ↑  . xpweekly.com.   [2012-02-04]. （原始内容存档于2007-10-12）.
3. ↑  . hk-place.com.   [2012-02-02]. （原始内容存档于2020-04-05）.

## 外部連結
- 丁新豹博士: 紅香爐天后廟和「香港」名字的由來